# Kerepi
Kerepi är en ort i Bosnien och Hercegovina.   Den ligger i distriktet Brčko, i den nordöstra delen av landet, 110 km norr om huvudstaden Sarajevo. Kerepi ligger 135 meter över havet och antalet invånare är 980.
Terrängen runt Kerepi är platt åt nordväst, men åt sydost är den kuperad. Runt Kerepi är det ganska tätbefolkat, med 93 invånare per kvadratkilometer.. Närmaste större samhälle är Mionica, 9,5 km nordväst om Kerepi. 
Omgivningarna runt Kerepi är en mosaik av jordbruksmark och naturlig växtlighet.